# Fortuny (lampada)
La Fortuny è una lampada progettata dall'artista poliedrico Mariano Fortuny y Madrazo nel 1903.
Per la realizzazione di questa lampada, l'artista attuò profondi studi riguardanti l'illuminazione, soprattutto da palcoscenico, scoprendo che con l'uso di stoffe, più o meno elaborate, si può ottenere una luce indiretta e morbida. Da qui, inoltre, facendo riferimento alla sua esperienza nel settore della fotografia, Fortuny y Madrazo si ispirò alla struttura del treppiedi della macchina fotografica per creare il sostegno inferiore del paralume.
In conclusione si può dire che, unendo e applicando le conoscenze riguardanti gli strumenti da lui utilizzati in carriera, l'artista è riuscito a creare una lampada che ancora oggi è considerata un oggetto di design contemporaneo. 

## Idea di progetto
La lampada Fortuny nacque con la necessità di creare una luce indiretta e diffusa in un ambiente scenografico. Da questa necessità Fortuny partì per ideare e realizzare, in maniera innovativa, un paralume ombrelliforme il cui scopo era di propagare la luce riflessa verso un soggetto posto in un ambiente chiuso. 
L'ispirazione per la realizzazione della piantana derivò dalla struttura a treppiede delle macchine fotografiche. Questo sistema consente, attraverso un asse centrale mobile, la regolazione in altezza della lampada. La struttura del complesso illuminante, costituito dal paralume e dalla lampada stessa, rende possibile la condizione di un settaggio direzionale per consentire una migliore versatilità e orientabilità dell'oggetto e della luce.

## Storia
Nel 1899 l'artista Fortuny comincia a fare i suoi primi esperimenti partendo dalle problematiche in ambito fotografico. Il primo modello viene da lui realizzato nel 1902 e inaugurato successivamente nel 1906 nel teatro della contessa di Béarn a Parigi. Il nuovo sistema viene accolto da Sarah Bernhardt e fu adottato in seguito da vari teatri europei. Nello stesso anno il teatro Kroll di Berlino tramite la AEG e grazie a Fritz Brandt installa un dispositivo di prova ma questo risulta troppo debole per le misure del palcoscenico. Così l'apparecchio viene perfezionato dagli ingegneri della AEG, raggiungendo il raddoppiamento delle dimensioni rispetto all'originale. Nel 1907 viene installato l'impianto definitivo per la rappresentazione di Tristano e Isotta.

## Realizzazione
I processi produttivi di questa particolare lampada possono variare in base alle differenti e numerose edizioni. 
L'elemento base che sorregge il gruppo illuminante è il treppiede, o cavalletto, esso viene realizzato attraverso il frazionamento di tubi metallici (acciaio) di diametri e geometrie prestabilite. Le entità risultanti da questa operazione andranno a costruire quello che sarà il sostegno del paralume. 
Il supporto (orientabile) ad arco della cupola, a differenza della parte inferiore, viene a costituirsi attraverso la tecnica della trafilatura e dell'assemblaggio di profilato a "C". Le varie parti strutturali assemblate saranno sottoposte infine a dei trattamenti di verniciatura policroma a polveri epossidiche variabile a seconda del modello.
La componente innovativa del paralume viene realizzata da un telaio metallico ombrelliforme su cui viene teso un telo in cotone, anch'esso con tinte differenti in funzione della versione da realizzare.

## Caratteristiche

### Dimensioni
| altezza           | variabile (da 1900 a 2400 mm) |
| larghezza         | 935 mm                        |
| profondità        | 820 mm                        |
| diametro paralume | ø 860 mm                      |

### Materiali
| paralume                   | cotone ignifugo    |
| treppiedi                  | metallo verniciato |
| lampadina ad incandescenza | 500 watt           |

### Peso
| peso complessivo | 12,5 kg |

## Descrizione
La lampada Fortuny viene realizzata in 3 versioni: Century, Moda e Ornaments. Ognuna di queste edizioni ha caratteristiche diverse per aspetti cromatici e dimensionali. È importante sottolineare che le lampade della serie Fortuny vengono realizzate in varie colorazioni e grandezze, a seconda dell'utilizzo e dell'ambiente che dovranno illuminare. Oltre alla variazione tonale è inoltre possibile, secondo un asse verticale rotante, la variazione dell'altezza e la direzione luminosa della lampada in base alle esigenze. Queste proprietà sono comuni a tutti i differenti modelli. La lampada Century ha una struttura che si può presentare nei colori nero, titanio e bianco. A suggerirne la base fu il treppiedi della macchina fotografica, con la gamba centrale regolabile.
Il paralume ha invece una forma a quarto di sfera ed il cotone esterno è in colore nero, beige o bianco, mentre il tessuto interno è in cotone ignifugo stampato argento. La superficie riflettente permette una straordinaria propagazione omogenea ed uniforme della luce. 